# Иерофей (Малицкий)
Митрополит Иерофей (в миру Иоанникий Малицкий; 1727, Чернигов — 2 сентября (13 сентября) 1799) — епископ Русской православной церкви, митрополит Киевский и Галицкий (1796—1799), епископ Черниговский и Нежинский (1788—1796).

## Биография
Окончил Воронежскую духовную семинарию и оставлен в ней учителем, затем назначен проповедником и префектом.
Окончательно образование получил в Московской славяно-греко-латинской академии.
В 1758 году принял монашество и назначен присутствующим Воронежской консистории.
В 1759 году назначен (с оставлением в прежней должности) епархиальным проповедником, преподавателем риторики и логики в Воронежской духовной семинарии а также её первым префектом. Префект Иерофей за отсутствием ректора был начальником Воронежской семинарии.
В конце 1761 года Кирилл (Ляшевецкий) был переведён на Черниговскую кафедру, куда вместе с собой взял и префекта Иерофея.
С 1762 года — игумен Рождественского Домницкого (Думницкого) монастыря.
В 1772 году переведен настоятелем в Черниговский Борисоглебский монастырь.
Со 2 (13) августа 1774 года — архимандрит Черниговского Успенского Елецкого монастыря.
20 апреля (1 мая) 1786 года назначен ректором Черниговской духовной семинарии.
28 октября (8 ноября) 1788 года определён быть епископом Черниговским и Нежинским. 6 (17) декабря 1788 года хиротонисан во епископа Черниговского и Нежинского. Хиротонию совершили митрополит Киевский Самуил (Миславский) и митрополит Лакедемонский Серафим в домовой митрополичьей церкви.
Занимался возобновлением Преображенского кафедрального собора, построенного в 1024 году князем Мстиславом Черниговским.
1 (12) апреля 1796 года возведён в сан митрополита Киевского и Галицкого и назначен членом Святейшего Синода.
Будучи митрополитом, Иерофей проявил себя умелым администратором. Много потрудился он для поднятия нравственного и умственного уровня духовенства и для ограждения Православной Церкви от усиливавшегося влияния Рима и пропаганды унии.
Особенно преосвященный Иерофей покровительствовал Киевской духовной академии.
10 октября 1798 года был награждён орденами Святой Анны 1 степени, Святого Александра Невского и Св. Андрея Первозванного. Скончался 2 (13) сентября 1799 года. Погребен в усыпальнице Успенского придела Софийского собора.